# Idealismo italiano
L'idealismo o neoidealismo italiano, nato dall'interesse per quello tedesco e per la dottrina hegeliana in particolare, si sviluppò in Italia nei primi decenni del Novecento, preparato dallo spiritualismo della tradizione risorgimentale, e culminato nei suoi due massimi esponenti: Benedetto Croce e Giovanni Gentile.

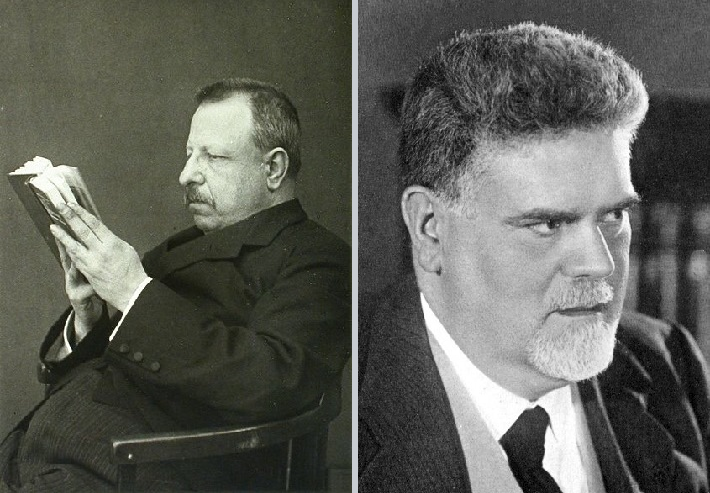
Benedetto Croce e Giovanni Gentile

Comune ad ogni idealista, si ritrova in costoro la convinzione che la sola realtà sia quella concepita dal soggetto, come riflesso della sua Idea e interiorità, per quanto esistano notevoli differenze fra i loro sistemi.

## Contesto storico-filosofico
Le premesse di quello che si sviluppò come idealismo italiano affondano le loro radici nelle correnti filosofiche del Risorgimento, caratterizzate dall'esigenza di dare un'impronta ideale e culturale al percorso verso l'unificazione nazionale.

### Dall'illuminismo al Romanticismo
Il panorama filosofico pre-unitario della penisola vedeva particolarmente attive le città di Milano e soprattutto Napoli.
Ai primi dell'Ottocento, a seguito delle campagne napoleoniche, l'Italia risentiva fortemente dell'influsso illuminista della cultura francese, di impronta laica, sensista e materialista, che avrebbe caratterizzato ad esempio il pensiero di Melchiorre Gioia, orientato ad un utilitarismo morale e politico, di Giuseppe Ferrari, ostile alla metafisica e al neoguelfismo, di Giandomenico Romagnosi, teorizzatore di una filosofia come impegno civile e maestro di Carlo Cattaneo.
Lo stesso agnosticismo illuminista, del resto, impregnò di drammaticità il pensiero e la poetica di Ugo Foscolo, nonché di pessimismo quelli di Giacomo Leopardi.
Si deve invece alla peculiare capacità di ricezione del Regno di Napoli la penetrazione in Italia di nuove idee rivolte alla cultura tedesca e al Romanticismo. Tra i primi ad assimilare inizialmente la filosofia di Kant vi furono le figure di Pasquale Galluppi (1770–1846), ispirato esclusivamente dal suo rigore morale, e di Ottavio Colecchi (1773–1847), che trasmise un vivo interesse per il criticismo alla sua cerchia di liberali.
Le istanze idealistiche e spiritualiste del romanticismo tedesco ebbero modo così di inserirsi nel solco della tradizione cattolica italiana, dando vita al cattolicesimo liberale. In esso confluirono sul piano letterario Alessandro Manzoni (1785–1873), e su opposti fronti filosofici Rosmini e Gioberti.

### L'ontologismo di Rosmini e Gioberti

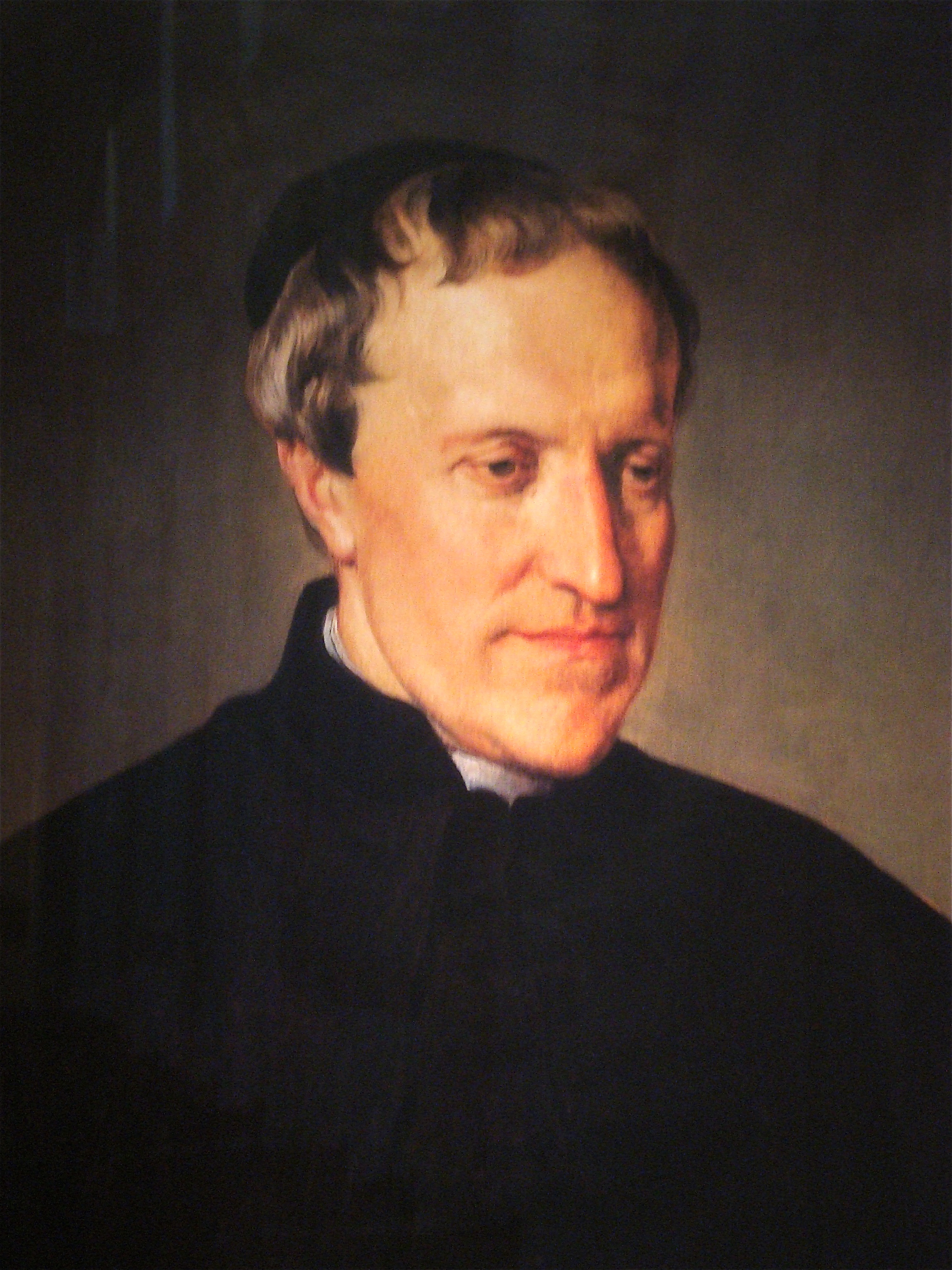
Antonio Rosmini

Partendo da una revisione del kantismo, Antonio Rosmini Serbati (1797–1855) si oppose al sensismo illuministico di Gioia e Romagnosi, andando alla ricerca di un principio oggettivo di verità che fosse all'origine delle idee con cui conosciamo il mondo, ed evitasse l'instabilità del soggettivismo fenomenico delle categorie kantiane.
Questo principio è per Rosmini l'idea dell'essere possibile, che da indeterminato contenuto dell'intelletto, quale originariamente è, si fa determinato allorché viene applicato (come funzione trascendentale) ai dati forniti dai sensi. Essa precede e informa di sé tutti i giudizi con cui affermiamo che qualche realtà particolare esiste. L'idea dell'essere, dunque, costituisce l'unico contenuto della mente che non abbia origine dai sensi, ed è perciò un'intuizione innata.
Rosmini in tal modo superava il kantismo in una visione idealistica, conciliandolo col neoplatonismo della tradizione agostiniana, secondo cui Dio infonde nell'uomo la luce che rendendo intellegibile il mondo, lo fa anche venire all'essere. In lui è presente inoltre una certa vicinanza alle posizioni gianseniste, condivise col Manzoni, e l'aspirazione ad un rinnovamento in seno alla Chiesa Cattolica che la rendesse promotrice dell'esigenza dell'unità d'Italia.

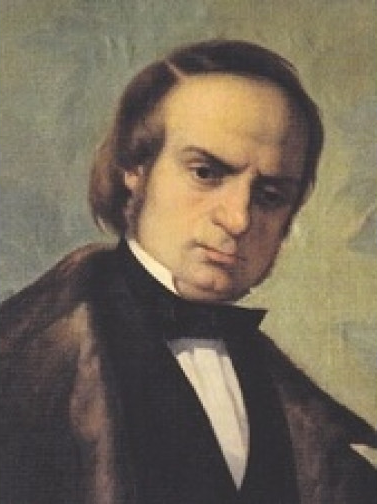
Vincenzo Gioberti

Diverso da quello di Rosmini è l'ontologismo di Vincenzo Gioberti (1801–1852), che accusò il primo di psicologismo, avendo quegli inteso l'Essere ideale in senso trascendentale, come mera funzione interna al soggetto.
Gioberti contestava in blocco il soggettivismo della filosofia moderna germogliato da Cartesio, riaffermando il primato dell'ontologia con la «formula ideale» secondo cui l'Ens, cioè Dio, crea l'esistente ex nihilo, dal nulla. Nell'Idea, causa e ragione della realtà indefinita, è immanente Dio stesso, che è l'oggetto ideale della conoscenza, inteso quasi panteisticamente poiché «molteplicità delle sostanze e cause seconde sono anch'esse Iddio».
Rivendicando il valore della tradizione filosofica italiana, che non aveva bisogno di ricevere impulsi dall'estero, Gioberti ne tracciò un percorso che risaliva alla scuola pitagorica, passava attraverso la patristica e la scolastica medioevale, giungendo infine a Giambattista Vico.
Egli sostenne pertanto la supremazia morale dell'Italia quale "nazione principe" che doveva riprendere coscienza della propria missione universale e civilizzatrice guardando alle proprie origini remote e al ruolo essenziale che vi aveva svolto la Chiesa cattolica. Individuando quindi nel papa, in quanto garante dell'identità nazionale, la figura in grado di guidare il Risorgimento italiano, Gioberti fu considerato il principale esponente del neoguelfismo.

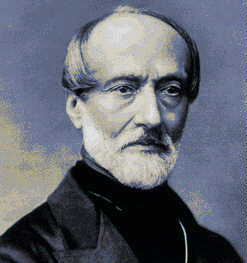
Giuseppe Mazzini

Gioberti mantenne comunque il suo pensiero soggetto a numerose revisioni e possibilità. Pur affermando il primato papale, denunciava apertamente la «minaccia gesuitica», in particolare l'educazione repressiva della volontà delle giovani generazioni da parte della Compagnia di Gesù, «la milizia […] più fida alleata e complice dello straniero», sicché si trovò in sintonia anche con alcune istanze della carboneria e della massoneria. Queste erano condivise tra gli altri da Giuseppe Mazzini (1805–1872), altro promotore di una spiritualità romantica, seppur vissuta con accenti rivoluzionari e anticlericali, ispirata ad una visione sincretica di politica e religione: Dio era per lui una forza immanente alla storia, che si traduce nel dovere morale dei popoli di compiere la missione loro affidata, basata sul binomio mazziniano «pensiero e azione».

### I primi idealisti
(Teodoro Sträter, Scritti di storia della filosofia, 1863)

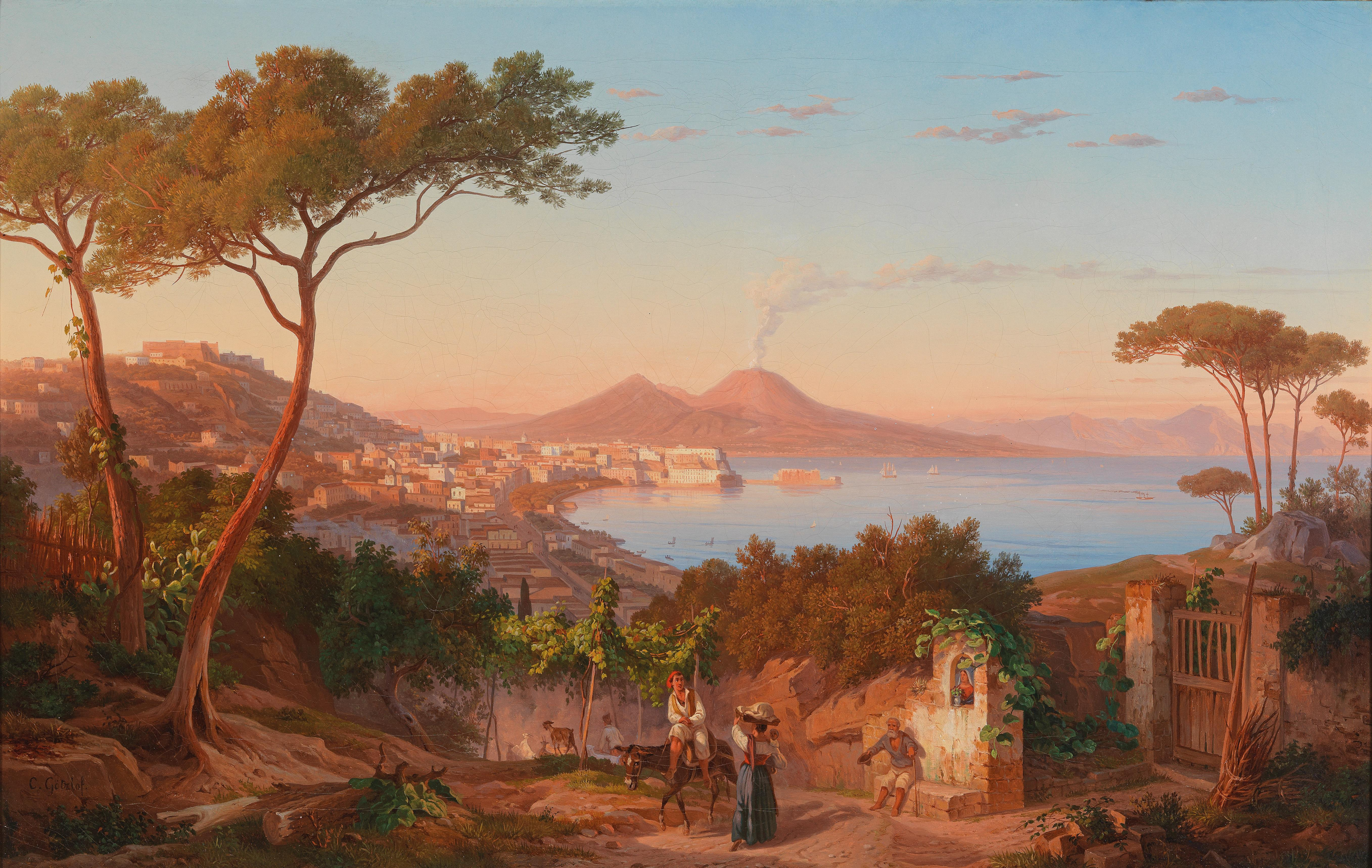
«La libertà del pensiero illumina e predilige il Golfo di Napoli, dal quale provengono opere eccellenti sulla filosofia dell'umanità e sulla economia dei popoli» (Johann Gottfried Herder)

Dopo la ricezione del criticismo kantiano, sarà la penetrazione dell'idealismo tedesco ed hegeliano a dar vita ad una nuova generazione di spiritualisti italiani, che nel Nord della penisola furono rappresentati soprattutto da Domenico Mazzoni (1793–1853) e Giambattista Passerini (1793–1864).
I nomi più celebri di questa stagione filosofica proverranno comunque dall'Italia meridionale, come Stefano Cusani (1815–1846), Stanislao Gatti (1820–1870), Angelo Camillo De Meis (1817–1891), Francesco De Sanctis (1817–1883), Bertrando Spaventa (1817–1883), nei quali l'hegelismo assurse a motivo ispiratore della rivoluzione patriottica e liberale contro l'oppressione borbonica.

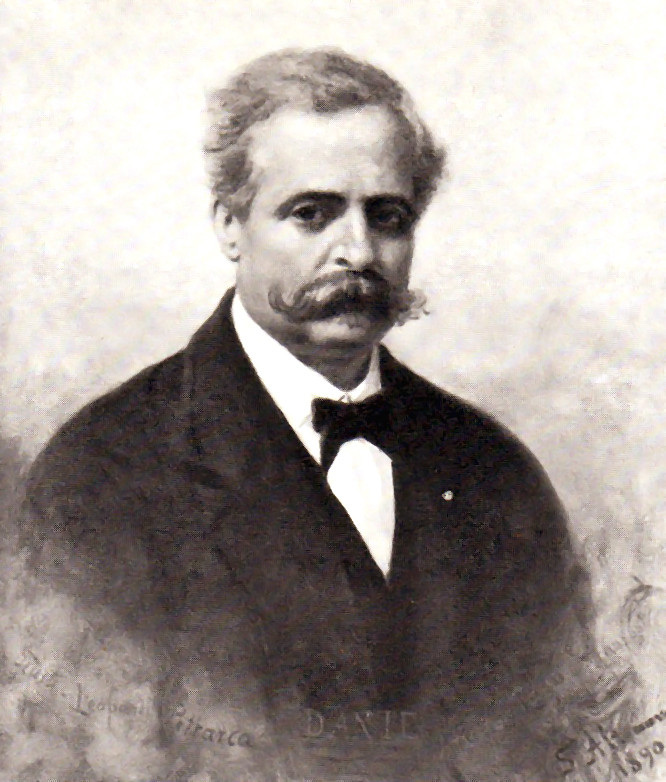
Francesco De Sanctis

Lo storico della letteratura Francesco De Sanctis fu tra coloro che maggiormente trassero ispirazione da Hegel non solo per un rinnovamento della tradizione letteraria italiana, ma anche per l'edificazione di una moralità nazionale più eroica e "alfieriana". Partendo da una convinta adesione ad un programma cattolico-liberale e giobertiano, De Sanctis approdò ai fermenti più significativi e vitali della cultura romantica europea, che egli vedeva espressi dall'estetica hegeliana, secondo cui l'arte era «l'apparenza sensibile dell'Idea».
De Sanctis tuttavia non si accontentò dell'estetica hegeliana, la quale riduceva l'arte ad una forma provvisoria del concetto filosofico, affermando invece un'estetica della forma intesa come attività originaria e autonoma dello Spirito: non l'elaborazione di un elemento astratto e ad essa avulso, bensì la "forma" vivente di un contenuto che si realizza in figurazione artistica. Distanziandosi dal purismo, De Sanctis non vedeva cioè dissociazione tra forma e contenuto trovandosi essi l'una nell'altro.
Più fedele all'impianto ortodosso della dottrina hegeliana si mostrò Augusto Vera (1813–1885), il quale tuttavia, pur contribuendo a far conoscere il pensiero di Hegel in Italia, godette di maggior fortuna all'estero, non venendo direttamente coinvolto nelle tensioni culturali che connotarono i moti del Risorgimento.
L'Hegel di Vera, delucidato e commentato in modo chiaro e sistematico, viene accolto senza riserve. Centrale è il primato dell'Idea, che si articola nella storia come organismo spirituale, e per attingere la quale occorre trascendere la natura. L'Idea esiste bensì anche nelle piante e negli animali, ma in maniera incosciente; solo nell'essere umano essa giunge a pensarsi come idea, divenendo in tal modo storia, e rendendo possibile anche il progresso delle entità collettive di individui che sussistono come nazione.
Particolare attenzione assume per Vera il problema religioso: a differenza di Spaventa, egli interpreta l'Idea logica di Hegel in un'ottica trascendente, come il Dio della tradizione teologica cristiana, venendo per questo accostato in certa misura alla Destra Hegeliana in Germania, sebbene una tale lettura possa apparire una forzatura.

### La scuola hegeliana di Bertrando Spaventa
La figura più rappresentativa dello spiritualismo idealista dell'Ottocento napoletano fu quella di Bertrando Spaventa, che avviò una profonda rielaborazione dell'hegelismo introducendovi temi originali che egli cercò di riprendere dalla tradizione autoctona della penisola.
Fra i propositi di Spaventa, infatti, che si impegnò nel tentativo di liberare la cultura italiana dal provincialismo di cui era accusata, apportandovi gli elementi più innovativi del pensiero idealistico d'oltralpe, vi fu la dimostrazione della cosiddetta tesi della circolazione del pensiero europeo, secondo cui la filosofia moderna, laica e idealistica, generalmente associata alla Riforma luterana, in realtà era nata durante il Rinascimento in Italia, con una connotazione naturalistica e immanentistica, pur essendosi arrestata poi a causa della Controriforma, per conoscere il suo massimo sviluppo in Germania: egli interpretò con la chiave di lettura hegeliana questo progressivo passaggio dello Spirito filosofico dall'Italia all'Europa, e il suo successivo ritorno, cercando di dimostrare come ad esempio Tommaso Campanella precorresse il pensiero di Cartesio, Giordano Bruno quello di Spinoza, Giambattista Vico (con la sua «metafisica della mente») quello di Kant, mentre poi il Galluppi, Rosmini e Gioberti si sarebbero riappropriati inconsciamente di quello stesso spirito permeato dal kantismo e dagli idealisti Fichte, Schelling, Hegel.
(Bertrando Spaventa, Prolusione alle lezioni di Storia della filosofia nell'Università di Bologna, Modena, Regia Tipografia Governativa, 1860)

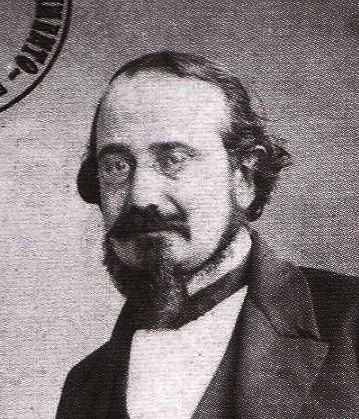
Bertrando Spaventa

Spaventa si preoccupò in tal modo di dare un fondamento filosofico-culturale al processo rivoluzionario dell'unificazione nazionale, rinvenendo nell'idealismo hegeliano la sintesi tra la corrente post-illuministica, basata sull'arbitrio individuale e su una concezione meramente contrattualistica dello Stato, ed il cattolicesimo liberale, fondato viceversa sull'arbitrio divino e sull'aderenza dogmatico-confessionale al principio d'autorità.
Per Spaventa invece la rivoluzione storica da attuare era hegelianamente «storia della libertà»; e lo spiritualismo non significava un'involuzione, bensì un riallineamento alle nazioni più avanzate.
Per dimostrare che l'Idea è intrinseca alla realtà storica, e che il suo scopo è la libertà, Spaventa sostenne l'esigenza di «mentalizzare» o «kantianizzare» la Logica di Hegel, unificando quest'ultima con la fenomenologia, cioè col percorso conoscitivo del singolo individuo umano, che diventa progressivamente autocosciente di avere in se stesso, nella propria mente, tutta la realtà assoluta logicamente articolata.
Egli riformava così la dialettica hegeliana nell'ottica di Kant e Fichte, ritenendo prevalente l'atto soggettivo del pensare rispetto ad ogni presupposto oggettivistico, valorizzando il momento finale dello Spirito rispetto alle fasi precedenti della Logica e della Natura, situate fuori dall'autocoscienza. È la Mente la protagonista di ogni originaria produzione.
In maniera simile a Kuno Fischer, infatti, la deduzione hegeliana, che dalla contrapposizione di essere e nulla faceva scaturire il divenire, venne intesa da Spaventa in senso kantiano e fichtiano dando il primato alla sintesi unificatrice: è il pensare, nel suo perenne fluire, che dà luogo all'essere, il quale, originariamente indeterminato e perciò im-pensabile, si rivela un non-essere, essendo posto appunto dal pensare stesso.
Analogamente Spaventa poteva sostenere, nel tracciare la storia spirituale d'Italia, che è il soggetto umano a dare concretezza e coscienza di sè al processo storico.

### La parentesi positivista
Col compimento dell'unità d'Italia, le tensioni ideali che avevano caratterizzato il Risorgimento si spensero, in favore di nuove filosofie che alla metafisica preferirono il metodo delle scienze fisiche, ritenuto più consono ai tempi. Si affermarono così diversi seguaci del positivismo, come Pasquale Villari, Aristide Gabelli, Roberto Ardigò, in cui esso si accompagnava spesso a un'adesione alla concezione darwinistica dell'evoluzione.
In alcuni casi, come per Bertando Spaventa, il positivismo servì da sprone a ricercare un risvolto maggiormente concreto del proprio idealismo. La maggior parte degli idealisti formatisi alla sua scuola, tuttavia, come Francesco Fiorentino (1834–1884), Andrea Angiulli (1837–1890), Donato Jaja (1839–1914), Sebastiano Maturi (1843–1917), Felice Tocco (1845–1911), si ritrovò isolata, e talvolta persino accondiscendente, di fronte all'avanzata del materialismo. Altri invece, come Antonio Labriola (1843–1904), confluirono nel marxismo.
Avversa infine all'idealismo, ma anche al materialismo, rimase una frangia attestata su posizioni tradizionaliste cattoliche oppure platoniche, composta ad esempio da Francesco Bonatelli (1830-1911), Giuseppe Allievo (1830-1913), Francesco Acri (1834-1913), Augusto Conti (1822-1905).

## Rinascita e sviluppo dell'idealismo in Italia
La rinascita dell'idealismo, agli inizi del XX secolo, avvenne proprio come reazione al positivismo, dando luogo alla vera e propria stagione neoidealistica italiana.
Fu nel 1903 che Giovanni Gentile (1875–1944), giovane allievo di Jaja, intitolava significativamente La rinascita dell'idealismo una prolusione tenuta all'Università di Napoli, con cui intendeva mostrare la superiorità dell'idealismo rispetto alle deteriori filosofie del panorama contemporaneo, ripercorrendo a tal fine le orme di Spaventa presso cui lo stesso Jaja si era formato.
Benedetto Croce (1866–1952) approdò invece all'idealismo partendo da problemi letterari, cercando di dare sistemazione organica alla teoria estetica di Francesco De Sanctis. L'incontro con Gentile, con cui collaborò inizialmente sulla rivista La Critica per contribuire al rinnovamento della cultura italiana, lo spinse ad approfondire la dottrina hegeliana, partendo dalla quale giunse a stabilire l'autonomia dell'arte.
Sin dagli esordi l'idealismo italiano si pose come avversario culturale del marxismo e del materialismo, riconoscendo nello Spirito il vero attore delle vicende del mondo, sebbene proprio da un confronto con la filosofia di Marx, colla quale si misurarono sia Croce che Gentile, entrambi trassero un modello di riferimento con cui dare maggior concretezza alla dialettica hegeliana, reinterpretandola come manifestazione pratica e immanente della coscienza «storica» (secondo il primo), o «in atto» (per il secondo).
Notevoli furono comunque le differenze tra l'idealismo di Croce, che identificava lo Spirito assoluto appunto con la Storia intesa come Progresso universale, e quello di Gentile, secondo cui tutta la realtà consiste nel continuo Pensare in atto dello Spirito. Le divergenze divennero anche di natura politica, quando Croce, liberale conservatore di tradizione cavouriana, si schierò contro il regime fascista, appoggiato invece da Gentile, fedele ad un liberalismo nazionale declinato più in senso mazziniano.
Dopo una duratura amicizia, la rottura dei loro rapporti si consumò così nel 1924.
Entrambi i filosofi furono a ogni modo due autorità indiscusse nell'Italia del primo cinquantennio del Novecento; mentre però Benedetto Croce permeò la cultura italiana in generale, Giovanni Gentile ebbe impatto sull'ambiente specificamente filosofico del suo tempo.

### L'idealismo storicista di Croce

Benedetto Croce

Fin dal 1913 Benedetto Croce, cugino di Bertrando Spaventa, nel suo Saggio sullo Hegel interpretò il pensiero hegeliano come storicismo immanentistico, sostenendo che la realtà si dà come spirito che continuamente si determina e, in un certo senso, si produce. Esso è la forza animatrice della realtà, che si auto-organizza dinamicamente divenendo storia secondo un processo razionale.
L'esigenza di concretezza e di immanenza, per la quale rifuggiva ogni metafisica, indusse il filosofo di Pescasseroli a considerare reale solo il terzo momento della dialettica hegeliana, quello dello Spirito, scartando i primi due, dell'Idea e della Natura, visti di impedimento alla comprensione della concretezza universale dello Spirito. In quest'ultimo non rientra neanche la religione, che non è ritenuta una forma autonoma ma un complesso miscuglio di elementi poetici, morali e filosofici.
Hegel ha avuto il merito di scoprire che l'opposizione è l'anima della realtà, ma egli ha esteso la dialettica degli opposti a quello che opposto non è. Secondo Croce, la vita dello Spirito consta anche di momenti autonomi che non sono opposti, ma semmai distinti.
Nella dialettica crociana, pertanto, viene sì mantenuta la logica di opposizione, ma ad essa si sovrappone la categoria della distinzione: «il concetto filosofico [...], in quanto concretezza, non esclude, anzi include in sé le distinzioni: è l'universale in sé distinto, e risultante da quelle distinzioni».
Quattro sono le forme fondamentali in cui si articola l'attività spirituale, suddivise per modo (teoretico o pratico) e grado (particolare o universale):
- Arte: conoscenza intuitiva del particolare, che mira al bello;
- Filosofia: conoscenza logica dell'universale, che mira al vero;
- Economia: volizione del particolare, che mira all'utile;
- Moralità: volizione dell'universale, che mira al bene.

I primi due «distinti» costituiscono un semicircolo teoretico, i secondi un semicircolo pratico, con cui si chiude il cerchio della dialettica dello spirito: questa è caratterizzata infatti da una "circolarità", che non è un mero ritornare alle posizioni di partenza, poiché lo spirito, quando ripassa da una forma all'altra, vi torna arricchito e quindi su un piano sempre più alto.
La dialettica hegeliana degli opposti, in tal modo, rimane reale ed operante all'interno di ciascuna forma dello Spirito (bello-brutto nell'Estetica, vero-falso nella Logica, utile-dannoso nell'Economia, bene-male nell'Etica), ma viene evidenziato anche il nesso dei distinti o dei gradi che stabilisce il rapporto di ciascuna forma con le altre.
Ognuno dei quattro momenti condiziona inoltre il successivo, poiché non c'è azione pratica che non sia stata preceduta dalla conoscenza teorica, come non c'è universale senza particolare. Essi tuttavia non comportano alcuna separazione nello Spirito, perché questo è sempre presente e operante in ognuno nella sua totalità.
Attraverso processi di mediazione dal concreto all'astratto, la conoscenza scaturisce così per Croce dal giudizio storico, nel quale universale e individuale si fondono come nella sintesi a priori di Kant e nello storicismo di Giambattista Vico, suo altro filosofo di riferimento.
(Benedetto Croce, Teoria e storia della storiografia [1917], pag. 97, Bari, Laterza, 1963)

#### Estetica crociana
Ricercando le motivazioni profonde dell'ispirazione artistica, Croce rivendica la piena autonomia dell'arte o estetica, che per lui si configura in primo luogo come attività teoretica relativa al sensibile, riferita alle rappresentazioni e alle intuizioni che noi abbiamo della realtà.
Essa non è semplice percezione del reale, perché prescinde dalla categoria logica del vero, privilegiando non tanto l'oggetto, quanto la sua immagine. L'arte va distinta quindi dal concetto che è conoscenza dell'universale appartenente alla filosofia, e dalle altre due forme della vita pratica (economia e morale). Quale espressione di un valore autonomo dello spirito, l'arte non può né deve essere giudicata secondo criteri di verità, edonismo, utilità, o moralità.
Essendo intuizione che in un certo senso produce da sè il suo oggetto, l'arte viene da Croce identificata con l'espressione, in cui rientra il linguaggio, che nella sua natura spirituale fa tutt'uno con la poesia. Croce considera l'arte come essenzialmente lirica, cioè pervasa da un sentimento, «che si è fatto rappresentazione nitidissima». L'intuizione artistica è cioè sintesi a priori di sentimento ed espressione: il primo senza l'altro è cieco, il secondo senza il primo è vuoto. L'uno non può prescindere dall'altro, diventando insieme «contenuto formato o forma riempita», «sentimento figurato o figura sentita».
Dall'estetica deriva la critica letteraria crociana, espressa in numerosi saggi.

#### Storiografia crociana fra teoria e prassi

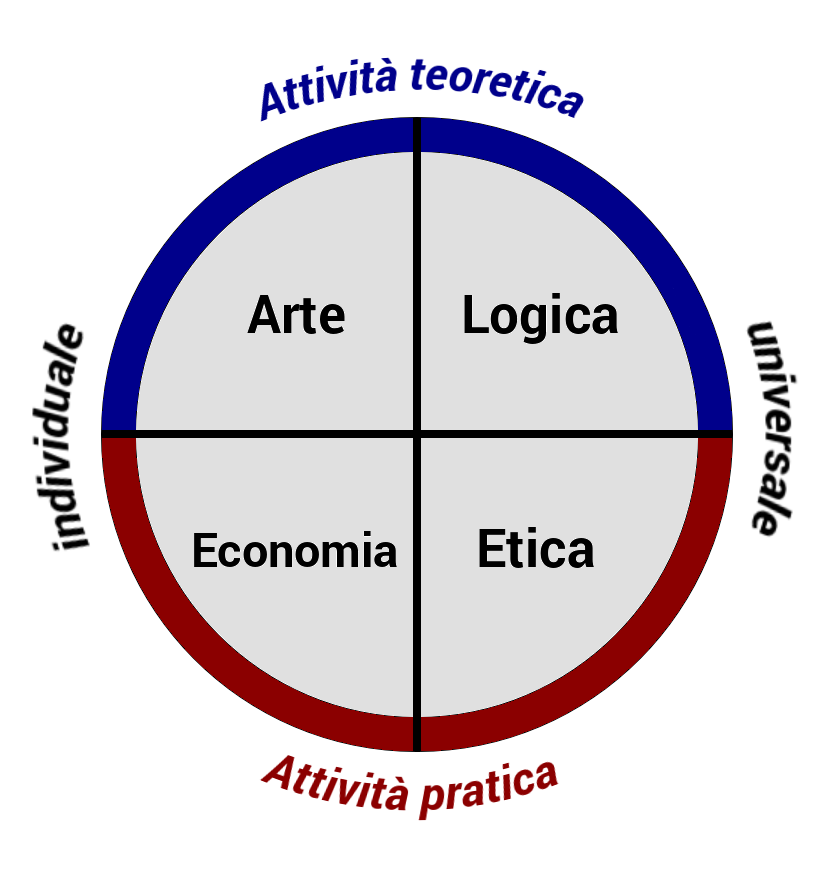
Le quattro forme della vita dello Spirito nella dialettica crociana dei «distinti»: all'attività teoretica di Arte e Logica segue quella pratica di Economia ed Etica

Il secondo momento dell'attività teoretica non è più affidata alla sola intuizione, ma partecipa dell'elemento razionale, approdando all'elaborazione del concetto puro, universale e concreto, che esprime la verità universale di una determinazione. Questa per Croce è essenzialmente storica, nella misura in cui analizza la genesi e lo sviluppo (storico) degli oggetti di cui si occupa.
La ricerca della verità, affidata alla logica filosofica, si configura quindi come "storiografia", di carattere decisamente superiore rispetto alla filosofia delle scienze fisiche, matematiche e naturali, che non rappresentano una vera forma di conoscenza, essendo adatte solo agli «ingegni minuti» degli scienziati e dei tecnici, ai quali Croce contrapponeva le «menti universali» degli idealisti. I concetti scientifici sono piuttosto degli pseudoconcetti, o falsi concetti, degli strumenti pratici ma fittizi, brandelli di notizie incapaci di cogliere il compiuto organismo dello Spirito storico-filosofico.
Rifacendosi a Giambattista Vico, Croce identifica la filosofia con la storia, che non è una sequela capricciosa di eventi, ma l'attuazione della Ragione, alla luce della quale diventa possibile la comprensione storica della genesi dei fatti, e la loro simultanea giustificazione con il suo stesso dispiegarsi.
(Benedetto Croce, Teoria e storia della storiografia [1917], pag. 98, Milano, Adelphi, 2001)
Il compito dello storico è dunque di superare ogni forma di emotività nei confronti dell'oggetto studiato e presentarlo in forma di conoscenza, senza fare riferimento al bene o al male. Essendo forma di conoscenza autonoma e universale, la storia razionalmente compresa è sempre contemporanea, ovvero non è mai passata, ma viva in quanto il suo studio è motivato da interessi del presente.
D'altra parte nella storia è implicito un progresso ineluttabile, in virtù del quale essere e dover-essere, realtà e razionalità, coincidono sempre. Ma il positivo destinato a superare storicamente la negatività dei periodi bui della storia non è una certezza su cui adagiarsi: questa consapevolezza del progresso storico deve essere confermata da un impegno costante degli uomini in azioni i cui risultati non sono mai scontati né prevedibili.
Quanti pretendono invece di individuare degli assoluti che regolino la storia o la trascendano, non tengono conto della «vitalità» della storia, che è la vita stessa, la quale si svolge autonomamente secondo i propri ritmi e le proprie ragioni.
Croce, del resto, fa proprio il detto hegeliano secondo cui «la storia è storia di libertà», chiarendo come la libertà non sia una fase in divenire, ma il soggetto stesso di ogni storia, la sua eterna formatrice. Come tale essa è per un verso, il principio esplicativo del corso storico e, per l'altro, l'«ideale morale dell'umanità».
La libertà viene tradotta da Croce, sul piano politico, in liberalismo: una sorta di religione della libertà, o di metodo interpretativo della storia e insieme di orientamento dell'azione. Egli distingueva in proposito la «storia che si fa» (res agendae), dalla «storia che si pensa» (res actae): esiste una relazione fra teoria e prassi, ma in entrambe opera una logica autonoma dall'altra. Vi è la razionalità dell'agire, dettata dalla coscienza morale, e la razionalità del reale, che opera nell'interpretazione oggettiva della storia.
(Benedetto Croce, La storia come pensiero e come azione, 1938)
L'etica dunque non ha contenuti «naturali» o dettati dalla teoria: essa è la volizione pratica dell'universale, mentre l'economia lo è del particolare. Oggetto di questa è l'utile, una categoria recuperata da Croce dallo studio di Marx, che non ha connotati di moralità, essendo semmai pre-morale, indifferente all'etica come lo è la politica. In tal senso egli motivava il proprio antifascismo con la condanna della concezione etica dello Stato.

### L'idealismo attuale di Gentile

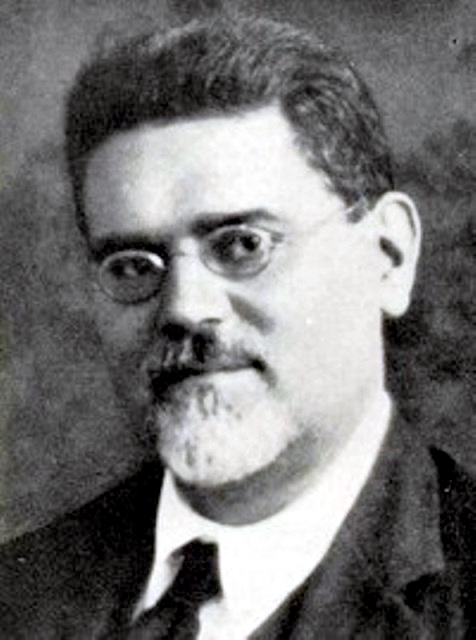
Giovanni Gentile

Muovendo dalla medesima esigenza crociana di concretezza, ma giungendo ad esiti completamente differenti, è l'idealismo di Giovanni Gentile, che a partire dal 1911 con L'atto del pensare come atto puro, seguito nel 1913 dalla Riforma della dialettica hegeliana, operava una revisione della dottrina di Hegel apportandovi i motivi della tradizione ontologica e spiritualistica risorgimentale, in particolare di Spaventa, filtrati attraverso Jaja, suo maestro di filosofia.
Gentile infatti portò a termine il lavoro di «kantianizzazione» o «mentalizzazione» di Hegel, avviato da Spaventa, dando valore al momento hegeliano della sintesi tra gli opposti nello Spirito pensante, ponendolo non alla fine, bensì come sintesi originaria.
Il processo con cui il Pensiero spirituale giunge a prodursi, secondo il filosofo di Castelvetrano, non può essere anteriore all'atto con cui il pensiero si pensa, ma è questo medesimo atto, perché non si possono formulare pensieri privi della coscienza di formularli. Solo identificandosi nella consapevolezza di questo atto vivo del pensare, l'idealismo può dirsi assoluto:
(Giovanni Gentile, Teoria generale dello spirito come atto puro, cap. XVII, § 1)
Gentile denominò pertanto la sua filosofia attualismo o idealismo attuale, perché in esso l'unica vera realtà è l'atto puro del soggetto umano nell'atto in cui pensa. Non vi è nulla fuori dell'atto del pensiero, cioè della sua autocoscienza, in cui si manifesta lo spirito che comprende tutto l'esistente.
Lo Spirito è Pensiero, ed il Pensiero è attività perenne, un costante divenire senza inizio né fine, in cui non c'è distinzione tra soggetto e oggetto. Non vi sono presupposti oggettivi esterni al pensiero, quali la Natura e la stessa Logica di Hegel, da costui concepiti come "altro" dallo Spirito, come dei «pensati» anziché dei momenti di un medesimo atto pensante.
Gentile contestò ad Hegel, in modo diverso da Croce, di avere costruito la sua dialettica con elementi propri del «pensato», ovvero quello del pensiero determinato e delle scienze. Per Gentile, invece, solo nel «pensare in atto» consiste l'autocoscienza dialettica che tutto comprende, mentre il «pensato» è un fatto illusorio.
Egli respinse in tal modo ogni forma di dualismo e di naturalismo, rivendicando l'unità di natura e spirito (monismo), cioè di spirito e materia all'interno della coscienza pensante del Soggetto trascendentale. Avvicinandosi a Fichte, attribuiva a quest'ultima un primato gnoseologico ed ontologico.

#### L'atto puro
La realtà dunque non è un fatto, un dato fattuale e statico, bensì un atto, un agire dello Spirito, un'attività dinamica dotata di potenza infinita nel suo perpetuo «farsi».
Contro il realismo, Gentile sostenne che qualunque realtà pensata come «presupposto del pensiero», cioè pensata come «non pensata» (essendo esterna, precedente al pensiero), è un concetto contraddittorio, dogmatico e arbitrario, che corrisponde al punto di vista empirico. L'empirismo è un punto di vista astratto, perché separa l'oggetto dall'Io, dal soggetto che lo pone, e quindi "astrae" una parte dal tutto, dalla sintesi unitaria di soggetto-oggetto, che Gentile chiama autocoscienza.
Presupporre il non-io come opposto all'Io è, all'inizio, un porre astratto e quindi immediato del pensiero che non vede se stesso negli oggetti del mondo, un porre privo di mediazione. Viceversa, l'Io trascendentale (autocosciente) è una coscienza mediata di sè, perché non può sussistere senza coscienza dell'altro da sè, cioè del mondo.
Questo Io trascendentale è l'unico Soggetto universale, impossibile da guardare dall'esterno, perché pur presumendo di oggettivare l'atto appercettivo del suo «Io penso», lo si abbasserebbe ad uno dei tanti oggetti finiti della conoscenza, riducendolo ad un mero io empirico. Per questo è un atto che non si può mai trascendere: la sua natura trascendentale (non trascendente) non può essere compresa come un atto compiuto, ma solo come «atto in atto», ossia un atto mai definitivamente concluso, costantemente attuantensi e in continuo divenire.
Il pensare così è al contempo un agire, un processo costante di auto-creazione o, come dice Gentile, di autoctisi, con cui pensando esso pone se stesso e insieme anche il mondo, prendendo in tal modo coscienza di sè.
In quest'atto risiede quella concretezza che permane come esigenza fondamentale avvertita da Gentile anche nell'atto dell'educare, inteso come autoeducazione dello spirito basata non sull'alterità di insegnante e allievo, dettata da astratte teorie psicologiche, ma sull'unità di uno stesso processo che è sintesi a priori di scuola e vita, pedagogia e filosofia, teoria e prassi.
Si tratta di un atto eternamente presente, che non è contenuto tra il passato e il futuro, ma comprendente la totalità del tempo, che quindi racchiude in sè anche la storia. Ne consegue l'identità di filosofia e storia:
(Giovanni Gentile, Concetti fondamentali dell'attualismo, cit. in Ludovico Geymonat, Storia della filosofia, vol. III, pag. 315, Garzanti, 1976)

#### La dialettica del concreto e dell'astratto

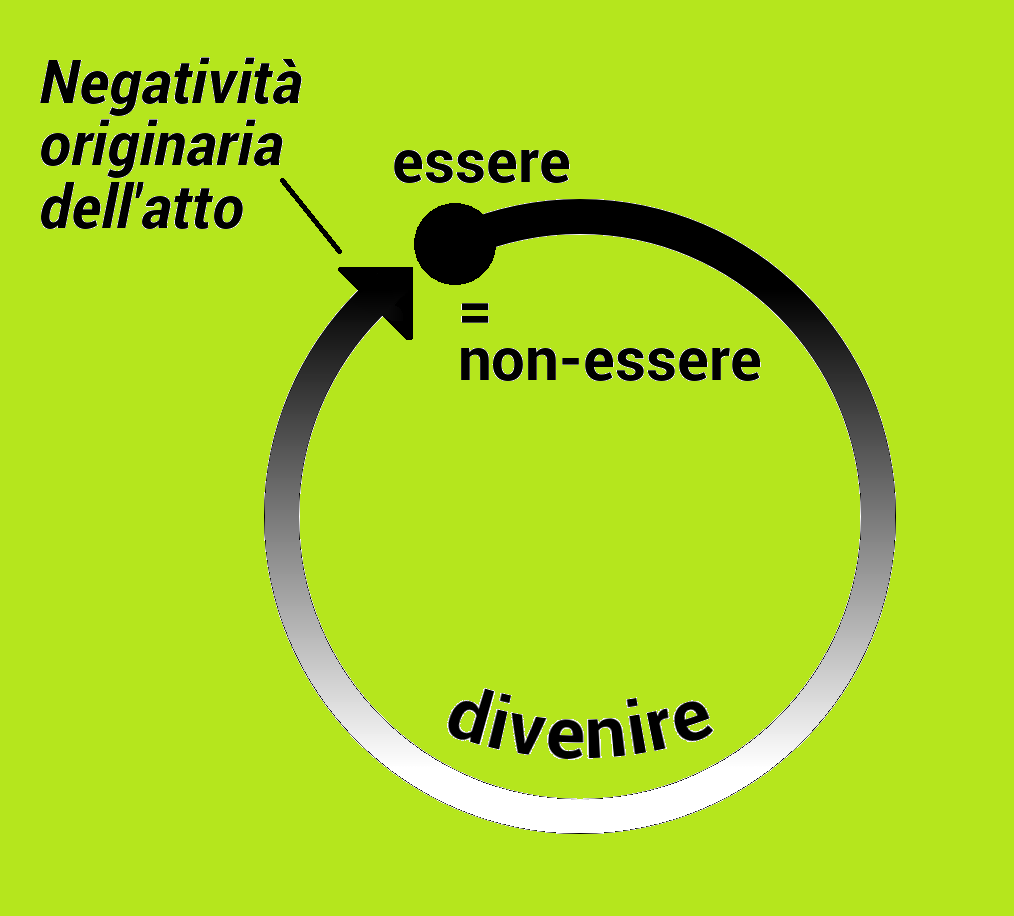
Negando originariamente l'essere quale natura, cioè quale presupposto estraneo al pensare, e così riconoscendolo come non-essere, si produce per Gentile il divenire dell'atto, il quale prende coscienza di essere l'autore di quel presupposto di cui si nutre negandolo, dando luogo al circolo dell'«autoctisi»

Gentile analizzò in dettaglio l'autoctisi dello Spirito: esso si produce nel momento in cui nega l'essere come natura, negando cioè  qualcosa che non esiste (ritenuto erroneamente esistente dal naturalismo), e in questa negazione realizza se stesso.
In tal modo avviene il superamento e insieme l'assimilazione della logica astratta, formale e ontologica, da parte della logica del concreto, come già aveva fatto Hegel nella Fenomenologia dello spirito, ma a differenza di quest'ultimo, Gentile sostenne che tale processo non può mai concludersi, altrimenti si approderebbe ad un risultato definitivo e immutabile, che contraddirebbe il perenne fluire dello Spirito.
La logica astratta, pertanto, resterà sempre qualcosa di indispensabile, in quanto gradino e alimento del logo concreto:
(Giovanni Gentile, Sistema di logica come teoria del conoscere, parte prima, cap. VII, § 9)
Astratto e concreto trovano così la loro sintesi effettiva nell'unità attuale della coscienza, che è la vera unione degli opposti.
Ripercorrendo la storia dello Spirito come eterna presenza di sè a se stesso, Gentile la vedeva come una progressiva presa di coscienza dell'attualismo medesimo: con l'idealismo tedesco il Pensiero aveva finalmente preso coscienza che non esistevano altre realtà al di fuori di sè, ma Hegel lo concepiva ancora come realtà già costituita, fuori del suo svolgimento concreto nel soggetto umano.
Per Gentile, invece, la dialettica dell'atto puro è possibile esclusivamente all'interno del pensiero pensante, non come unione di momenti «pensati». Essa si attua in particolare nell'opposizione tra la soggettività rappresentata dall'arte (tesi) e l'oggettività rappresentata dalla religione (antitesi), cui fa da soluzione la filosofia (sintesi).
Come per Croce, l'arte è per Gentile intuizione lirica, che però non è espressione di un sentimento, ma il sentimento medesimo. In quanto tale essa investe non un solo aspetto, bensì tutta la vita dello spirito e della personalità umana, in maniera simile alla visione romantica. Concependo inizialmente l'intuito come vuota e primitiva potenzialità, Gentile tenderà a rivalutarlo sempre più come energia motrice del pensiero, fino ad approdare a una vera e propria "svolta" a partire dal 1928 con la pubblicazione del saggio sul Sentimento, che lo avrebbe portato a elaborare una sorta di "estetica" attualista.
Opposta all'arte è la religione che esalta l'oggetto, slegato dall'idealità del soggetto, per ricongiungerli infine nella filosofia, che li coglie non come momenti separati, ma nell'unicità dell'atto finale autocosciente. Gentile riconosceva in particolare nel Cristianesimo l'inizio di questo processo di evoluzione dello spirito.
Tra l'arte e la religione si trova invece la scienza, che condivide i limiti di entrambe senza partecipare della loro validità. Essa infatti si arresta in maniera astratta e dogmatica ai fenomeni, incapace di elevarsi all'autoconcetto, cioè al riconoscimento dell'autocoscienza nella genesi dei propri concetti.
La concretezza dell'atto, che è infinita libertà e creatività, investe anche la dimensione etica e politica, dove esso si traduce in liberalismo, vissuto da Gentile come religione civile, con cui lo Spirito si attua non sopprimendo le individualità, ma superando gli interessi particolari in un'eticità super partes che tutti li comprenda e al contempo li realizzi. Quest'etica dunque è quella dello Stato, inteso dinamicamente come organismo vivente, per realizzare il quale Gentile motivò la propria adesione al fascismo, in cui vedeva la naturale prosecuzione dei valori risorgimentali.

### Altre forme di idealismo
Accanto all'affermazione del neoidealismo nella sua accezione ufficiale, varie forme di spiritualismo ad esso collegate si erano sviluppate in parallelo, alimentate in gran parte dalla diffusione sin dai primi del Novecento dei movimenti teosofici e poi antroposofici, accomunati dalla critica al materialismo da un lato, e alla religiosità istituzionalizzata dall'altro. Mirando anche alla riscoperta delle radici rinascimentali della tradizione esoterica italiana, tali correnti spiritualiste si proponevano di recuperare il nucleo di un'antica Sapienza primordiale a quella sottesa, ritenuta perenne e universale.

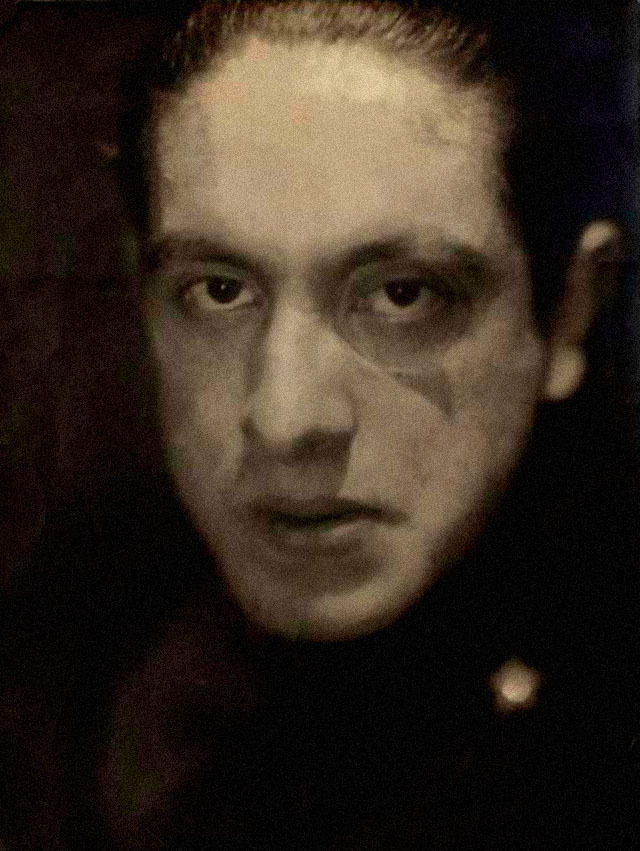
Julius Evola

Principale esponente del «perennialismo» in Italia fu Julius Evola (1898–1974), che nella sua fase giovanile si confrontò in particolare con l'idealismo gentiliano, il quale a suo avviso avrebbe anzi accentuato i problemi lasciati irrisolti da quello tedesco. L'atto puro del pensiero a cui Gentile riconduce tutta la realtà, infatti, resta per Evola un principio soltanto teorico e solipsistico, privo di risvolto pratico, perché non basta sostenere la libertà incondizionata dell'Io Assoluto rispetto al non-io, se il soggetto empirico continua a subirne passivamente il determinismo negli eventi della vita. Tramutare la teoria filosofica in prassi realizzativa può avvenire solo nella dimensione magico-ermetica, cioè appunto pratica: perciò l'idealismo di Evola è detto magico.
(Julius Evola, L'idealismo magico, pag. 83, a cura di G. de Turris, Mediterranee, 2006)
Altri tentativi di superamento dell'attualismo in senso esoterico si ritrovano in Massimo Scaligero (1906–1980), dove il primato filosofico attribuito da Gentile all'atto pensante assume una valenza iniziatica, diventando esercizio di esperienza occulta del pensiero vivente, anteriore alla manifestazione dialettica del pensato.

## Eredità e sviluppi
Dopo aver caratterizzato la cultura italiana per oltre un quarantennio, nel secondo dopoguerra il neoidealismo entrò in crisi sostituito da nuove correnti filosofiche come l'esistenzialismo, il neopositivismo, la fenomenologia e il marxismo.
Con questi nuovi influssi provenienti dall'estero interagiranno gli eredi dell'idealismo, che veniva intanto attaccato in Italia sia da forme alternative di spiritualismo, espresse da Pantaleo Carabellese e Piero Martinetti, sia da esponenti neotomistici, tra cui spiccavano ad esempio Agostino Gemelli, o Gustavo Bontadini. La scoperta del pensiero di Antonio Gramsci portò inoltre ad abbandonare lo storicismo di Croce in sostituzione di uno più radicale.
Benedetto Croce, a ogni modo, fu definito dallo stesso Gramsci «papa laico della cultura italiana». 
La sua eredità fu raccolta principalmente da Vittorio Enzo Alfieri (1906–1997), oltre che da critici letterari come Luigi Russo (1892–1961), Francesco Flora (1891–1962), Manara Valgimigli (1876–1965), Augusto Rostagni (1892–1961), o da storici come Federico Chabod (1901–1960), Carlo Antoni (1896–1959), Nino Cortese (1896–1972), Adolfo Omodeo (1889–1946).
Croce fu un intellettuale rispettato anche al di fuori dell'Italia: la rivista Time gli dedicò la copertina negli anni '30, e negli anni 2000, contestualmente alla rivalutazione del pensiero crociano, si è registrato l'interesse della collana editoriale dell'Università di Stanford, mentre la rivista statunitense di politica internazionale Foreign Affairs lo inserì nel 2012 tra i pensatori più attuali tra quelli del '900,  riconoscendolo, in maniera analoga a pensatori come Karl Popper, come uno dei più eminenti teorici del liberalismo europeo e un autorevole oppositore di ogni totalitarismo.
Tra gli alievi di Giovanni Gentile invece si è soliti distinguere due orientamenti, denominati «destra» e «sinistra» gentiliane, come per i seguaci di Hegel. In quello di sinistra viene annoverato principalmente Ugo Spirito (1896–1979), che difese l'immanentismo della filosofia attualista, fino ad approdare al problematicismo, mentre altri svilupparono un'attitudine comunque critica o anti-metafisica, tra cui Guido Calogero (1904–1986), Vladimiro Arangio-Ruiz (1887–1952), Cleto Carbonara (1904–1998), Franco Lombardi (1906–1989), Giuseppe Saitta (1881–1965). La destra, più attenta ai motivi religiosi e spiritualistici dell'idealismo di Gentile, ha rivendicato piuttosto l'esigenza di aprirsi alla trascendenza, con le rielaborazioni in ambito cattolico di Armando Carlini (1878–1959), Augusto Guzzo (1894–1986), Michele Federico Sciacca (1908–1975), Augusto del Noce (1910–1989), oltre a Gaetano Chiavacci (1886–1969), Vincenzo La Via (1895–1982), Felice Battaglia (1902–1977).
Altri allievi dell'attualismo gentiliano, ma con esiti variegati, furono Giuseppe Lombardo Radice (1879–1938),   Angelo Ermanno Cammarata (1899–1971), Mario Casotti (1896–1975), Ernesto Codignola (1885–1965), Cecilia Motzo Dentice d'Accadia (1893–1981), Guido De Ruggiero (1888–1948), Vito Fazio Allmayer (1885–1958), Giuseppe Maggiore (1882–1954), Camillo Pellizzi (1896–1979), il già citato Adolfo Omodeo molto legato anche a Croce, Arnaldo (1892–1968) e Luigi Volpicelli (1900–1983).
Recentemente, infine, il filosofo Emanuele Severino ha tenuto a evidenziare, da un lato, «l'essenziale solidarietà tra attualismo e tecno-scienza; dall'altro la capacità dell'attualismo di portare oltre l'intera tradizione dell'Occidente: ciò significa che il pensiero di Gentile è destinato a essere riconosciuto come uno dei tratti più decisivi della cultura mondiale».